# Кольно (Мендзиходський повіт)
Кольно (пол. Kolno, нім. Kulm) — село в Польщі, у гміні Мендзихуд Мендзиходського повіту Великопольського воєводства.
Населення — 326 осіб (2011).
У 1975-1998 роках село належало до Гожовського воєводства.

## Демографія
Демографічна структура станом на 31 березня 2011 року:
|          | Загалом | Допрацездатний вік | Працездатний вік | Постпрацездатний вік |
| -------- | ------- | ------------------ | ---------------- | -------------------- |
| Чоловіки | 177     | 48                 | 117              | 12                   |
| Жінки    | 149     | 44                 | 87               | 18                   |
| Разом    | 326     | 92                 | 204              | 30                   |